# Maserati: The Brothers
Maserati: The Brothers es una película biográfica dramática deportiva dirigida por Robert Moresco sobre los hermanos Maserati. Está protagonizada por Michele Morrone, Salvatore Esposito, Lorenzo de Moor, Anthony Hopkins, Andy García, Jessica Alba y Al Pacino.

## Reparto
- Michele Morrone como Alfieri Maserati
- Salvatore Esposito como Bindo Maserati
- Lorenzo de Moor como Carlo Maserati
- Anthony Hopkins como Luca Antonelli
- Andy García como Mr. Rossini
- Jessica Alba como Sandra
- Al Pacino como Vincenzo Vaccaro
- Maya Talem
- Victoria Sophia
- Annie Bezikian
- Gina La Piana
- Tatiana Luter

## Producción

### Desarrollo
La película fue anunciada el 8 de marzo de 2023, con la producción de Andrea Iervolino. Más tarde ese mes, Robert Moresco fue anunciado como director de la película.

### Casting
Anthony Hopkins, Michele Morrone, Andy García y Jessica Alba se unieron al elenco en octubre de 2024. Salvatore Esposito, Lorenzo de Moor, Maya Talem, Victoria Sophia y Annie Bezikian fueron anunciados como miembros del elenco en diciembre de 2024. Al Pacino, Gina La Piana y Tatiana Luter se unieron al elenco en mayo de 2025.

### Filmación
La fotografía principal comenzó el 2 de diciembre de 2024, mientras que una segunda fase de rodaje comenzó en junio de 2025. Los lugares de rodaje incluyeron Módena y Bolonia, así como Cinecittà en Roma.

### Música
Diane Warren compondrá una canción original para la película.

## Estreno
Durante la producción en diciembre de 2024, Andrea Iervolino Company lanzó tres imágenes promocionales del rodaje. Magenta Light Studios adquirió los derechos de distribución estadounidense de la película en junio de 2025.